# Fala Quem Sabe
Fala Quem Sabe foi um programa de televisão português transmitido pela RTP Açores.
O programa foi criado por Roberto Borges (na personagem de Ramiro Tarraçada), Hélder Xavier (na personagem de Baptista Almada) e Miguel Soares (na personagem de Agostinho), este último foi substítuído mais tarde por Paulo Costa (na personagem de Manuel Silveira).
A ideia do programa foi baseado no tradicional Carnaval da ilha Terceira, que todos os menbros do grupo participaram ou participam e que por essa altura de festejo saem à rua e enchem as Sociedades Filarmónicas das freguesias de gente para ouvir contar as histórias personificadas e não esquecendo as críticas à política, economia e sociedade atual.

## História
As aventuras passam-se na freguesia fictícia de Bica Seca, algures no interior da ilha Terceira, mas que na realidade é inteiramente gravada na Quinta do Martelo e arredores da cidade de Angra do Heroísmo.
Ramiro, é o mais simples e por vezes ingénuo dos três, sempre disposto a ajudar os seus amigos agricultores. Baptista, é o que se julga mais esperto dos três, o que na realidade é exatamente o contrário e o Agostinho, é uma pessoa de poucas palavras e tem muito medo da sua mulher. Silveira que aparece mais tarde na série, é o homem dos ditados populares. Nunca são esquecidos os temas da atualidade da ilha, do país e do Mundo.

## Biografia

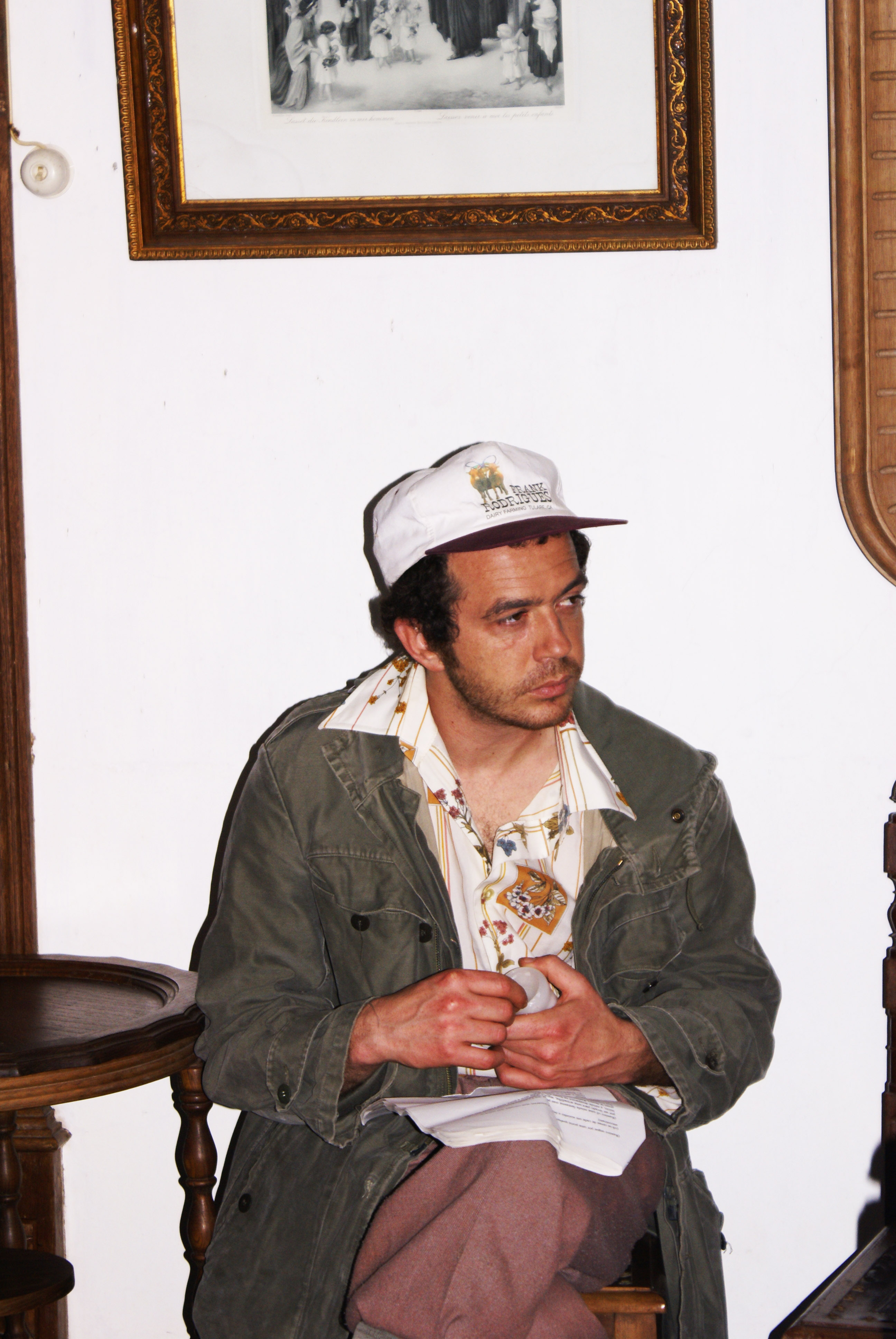
Helder Xavier no papel de Batista.

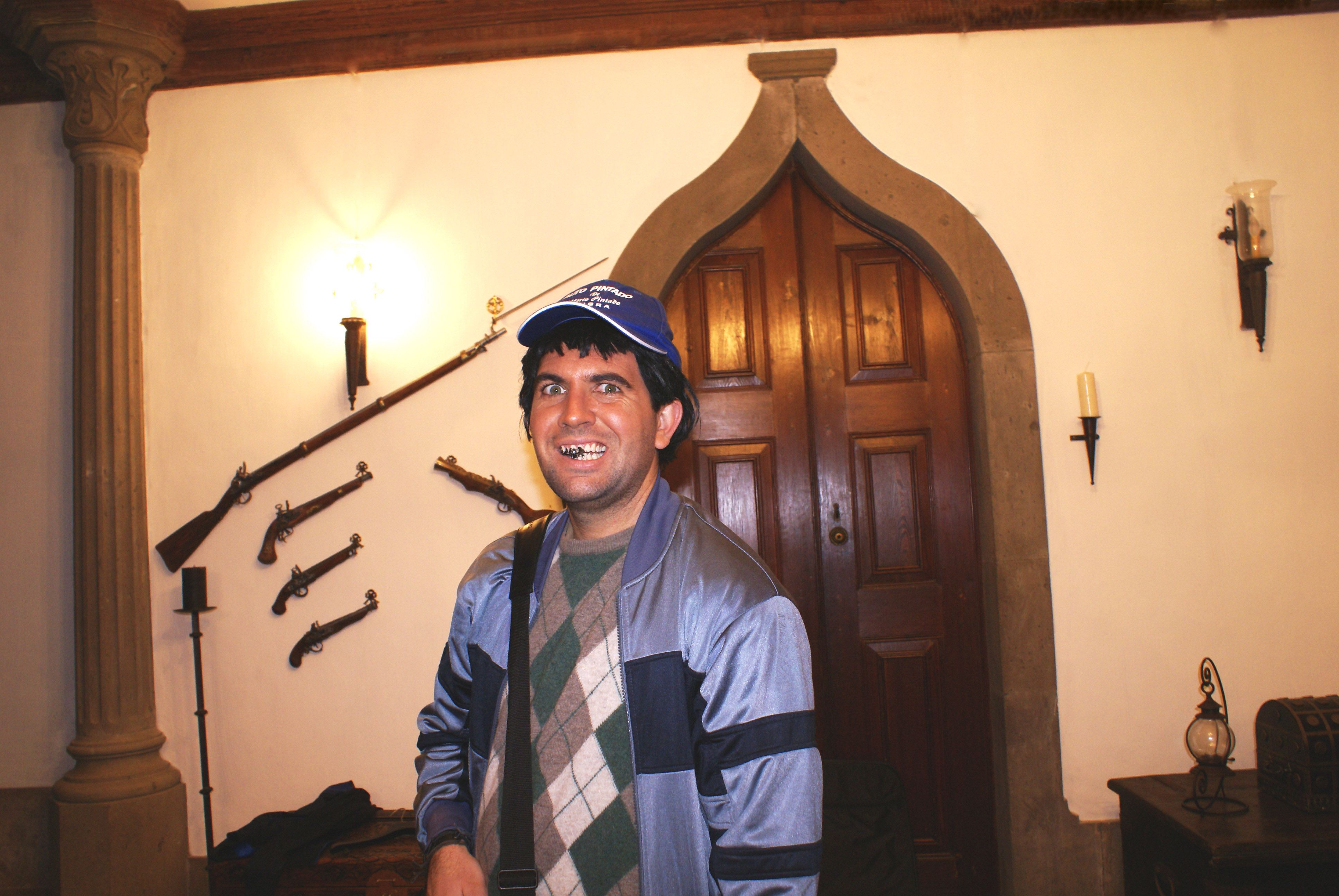
Roberto Borges no papel de Ramiro.

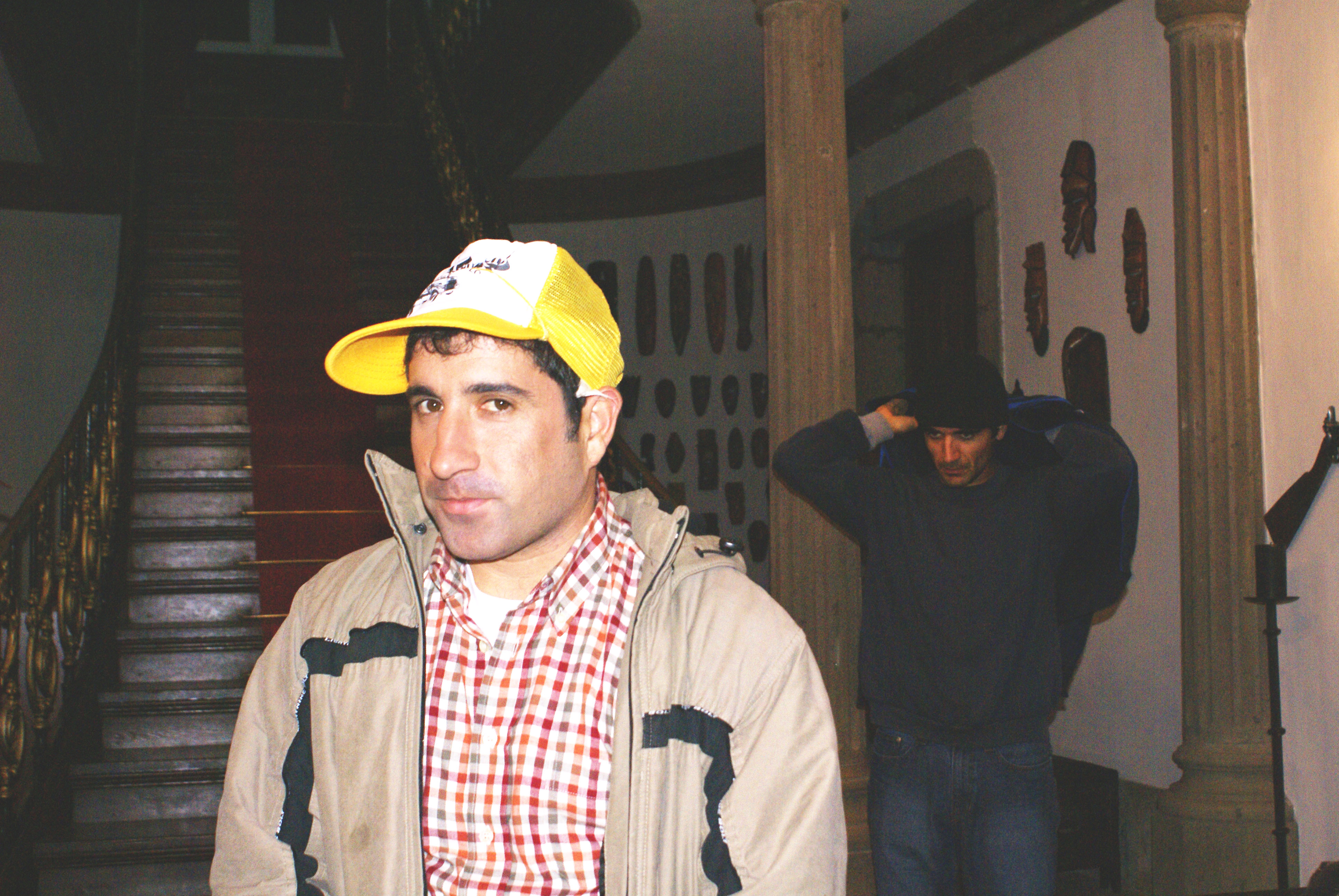
Paulo Costa no papel de Silveira.

Os membros do grupo sempre tiveram contacto com o palco desde cedo, no caso de Roberto Borges, desde 1986 que participa ativamente no Bailinhos de Carnaval da ilha Terceira, sendo que desde 2000, é autor e ator de diversos bailinhos. Tem sido o responsável pela realização e produção, ator e músico de diversos espetáculos que ocorreram na ilha, e a realização de um programa de rádio diário no Rádio Clube de Angra.
Igualmente e desde 1997, Hélder Xavier tem participados nos bailinhos tradicionais da sua ilha natal. Pertence igualmente ao grupo de teatro Alpendre, no qual participou em diversas peças de autores e escritores portugueses consagrados, entre elas "A Segunda Vida de Francisco da Assis" de José Saramago, "As Espingardas da Mãe Carrar" de Bertolt Brecht, "Os Sonhos do Infante" de Álamo Oliveira, entre outros.
Do mesmo modo que os seus colegas, Paulo Costa participa desde 1994 nos bailinhos tradicionais da ilha Terceira. De 1996 a 2002 participou no grupo tradicional "Tá Modes" com voz e guitarra.

## Popularidade
Rapidamente a popularidade deste grupo cresceu nos Açores. Com uma presença assídua no canal de televisão regional, passaram a ficar no vocabulário expressões e frases ditas na série que passados quase cinco anos da estreia, ainda são ouvidos.
Fizeram inúmeros espetáculos pela ilha terceira, onde são naturais, mas também nas restantes oito ilhas, passando pelo Teatro Angrense, Coliseu Micaelense, entre outras casas de espectáculo da região.
Fizeram diversos espetáculos no estrangeiro inclusive chegaram a gravar um episódio nos Estados Unidos, mais concretamente na Califórnia em março de 2007 e no Canadá, mais concretamente em Ontário em maio de 2006.
Devido à aceitação das pessoas, o grupo viu-se na obrigação de editar todos os vídeos e sketchs do quase cinco anos de trabalho em formato de DVD, tendo já editados duas edições distintas.
Nos inúmeros episódios realizados, chegaram a encarnar personagens e figuras conhecidas de todos, de destacar Rocky Balboa, entre outros.

## Despedida
Foi divulgado numa entrevista à RTP Açores que o grupo irá fazer uma pausa nas gravações televisivas, primeiro por falta de verba e por motivos pessoais.
O espectáculo "FALA QUEM SABE - ESPECIAL" subiu ao palco pela última vez no dia 23 de Janeiro de 2010, tendo tido  lotação esgotada do Centro Cultural e de Congressos de Angra do Heroísmo. Foi altura para recordar velhas história que ao longo de cinco anos fizeram rir as pessoas nos Açores, Portugal continental e no estrangeiro, dando início a um novo projecto.

## Episódios
Esta é uma lista incompleta dos episódios transmitidos.
| - "A avaria da carrinha" - "A cambra de filmar" - "A cancela" - "A casa assombrada, parte 1" - "A casa assombrada, parte 2" - "A casa assombrada, parte 3" - "A ida às compras" - "A lista das compras" - "A poluição sonora" - "A violência doméstica" - "Abzelhas" - "Acidente de percurso" - "Afinal, quem manda mais?" - "Agostinho vai pa América" - "As baleias não existem" - "As energias renováveis" - "Aventura na América, parte 1" - "Aventura na América, parte 2" - "Aventura na América, parte 3" - "Aventura na América, parte 4" | - "Boa noite tio Pedro!" - "Caçar ou ser caçado" - "Cerveja de vaca" - "E se a gente fosse porcos" - "E se eu fosse o Rocky, parte 1" - "E se eu fosse o Rocky, parte 2" - "Eleições na Bica Seca" - "Especial Natal dos hospitais" - "Eu e a escola, nunca" - "Faz ginástica quem pode, parte 1" - "Faz ginástica quem pode, parte 2" - "Grande ajuda" - "Gripe A" - "Gripe aaatchim!!" - "Inauguração da barbearia" - "Jardins proibides" - "Jogos agrolímpicos" - "O arado do António" - "O ladrão da Bica Seca" - "As ilas" | - "O meu trator anda a nitro" - "O Pauleta" - "O sistema de nevoeiro" - "Operação Stop, parte 1" - "Operação Stop, parte 2" - "Os caboias do oeste" - "Paragem Stop na tourada" - "Perigo na estrada" - "Piloto de rali" - "Poesia poética" - "Quando o Agostinho veio de férias" - "Sexta feira 13" - "SOS Cagarro" - "Tempo de férias" - "Um dia de bola na Bica Seca, parte 1" - "Um dia de bola na Bica Seca, parte 2" - "Um dia de praia" - "Uma tasca fina" - "What's What's" - "A maior mentira" |